# Paralebedella carnescens
Paralebedella carnescens är en fjärilsart som beskrevs av George Francis Hampson 1910. Paralebedella carnescens ingår i släktet Paralebedella och familjen träfjärilar. Inga underarter finns listade i Catalogue of Life.